# Panzeria manitoba
Panzeria manitoba là một loài ruồi trong họ Tachinidae.